# Kamjanećkij Perejizd
Kamjanećkij Perejizd (ukr. Кам'янецький Переїзд) – przystanek kolejowy w miejscowości Chmielnicki, w rejonie chmielnickim, w obwodzie chmielnickim, na Ukrainie. Położony jest na linii Odessa – Lwów, przy ulicy Kamienieckiej.

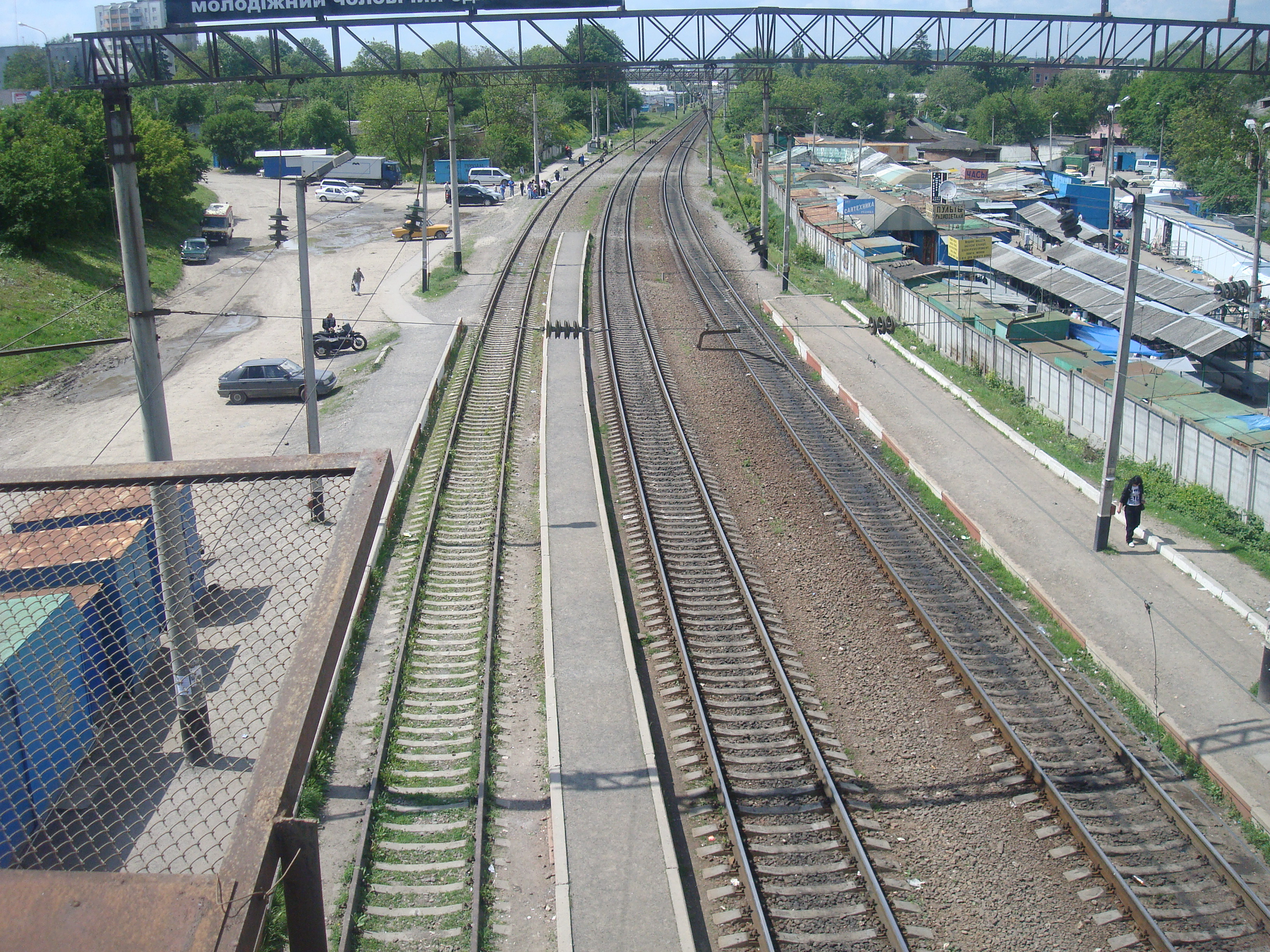
Widok w stronę Lwowa